# Sarandí del Yi

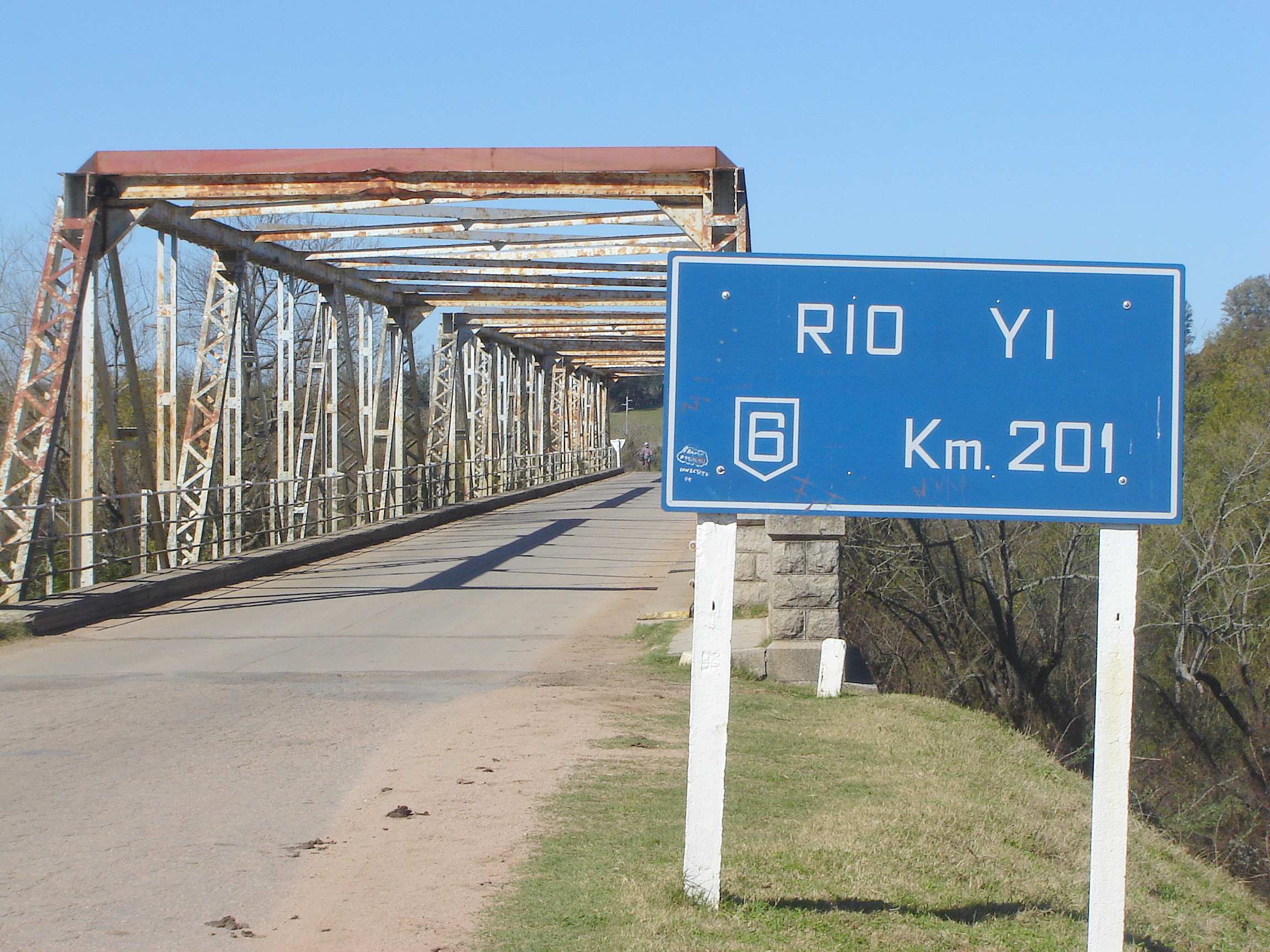
Puente de la ruta 6 sobre el río Yi, ubicado en los accesos, al sur de la ciudad

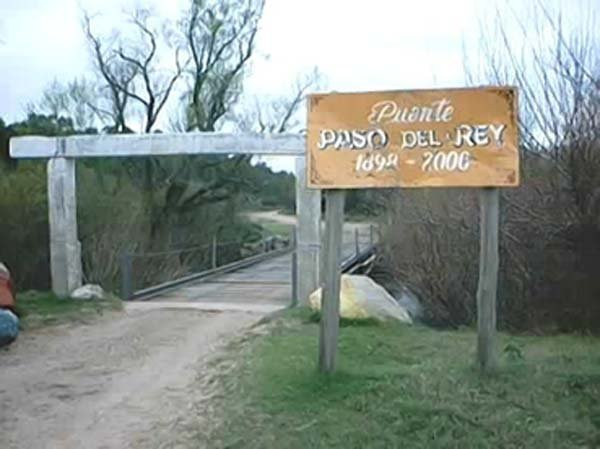
Puente Paso del Rey

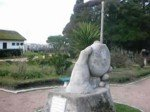
Monumento al mate

Sarandí del Yi es una ciudad uruguaya, situada en el sudeste del departamento de Durazno, y es sede del municipio homónimo. Algunas de las actividades locales son los raídes federados y la Fiesta del Cordero Pesado. Actualmente es la segunda ciudad más poblada del departamento, luego de la ciudad de Durazno.

## Ubicación
La ciudad se encuentra situada en la zona sudeste del departamento de Durazno, entre el arroyo Malbajar y el río Yi, siendo este río límite natural entre los departamentos de Durazno y Florida. La ciudad se encuentra además junto al cruce de las rutas nacionales 6 y 14. Dista 96 kilómetros de la capital departamental Durazno y 200 kilómetros de la ciudad de Montevideo.

## Historia

### Orígenes y proceso fundacional
El primer asentamiento en la zona tiene que ver con la instalación de una guardia militar en el Paso del Rey sobre el río Yi, instalada por los españoles con el objetivo de controlar estas tierras. La fecha de dicha instalación no es precisa pero se presume que fue  alrededor de 1770. El 13 de junio de 1837, Doña Dolores Vidal de Pereira adquirió de la familia Martínez y Silveira los terrenos ubicados entre el arroyo Malbajar y el río Yi. Es por este motivo que Dolores eligió a San Antonio de Padua como santo patrono de su iglesia y de la ciudad que pronto erigiría 
El 6 de julio de 1853, el poder ejecutivo promulgó una ley que determinaba la creación de un pueblo que se denominaría Sarandí y se ubicaría entre la confluencia de los arroyos Sarandí y las Cañas con el río Negro. Sin embargo esta ley no fue puesta en práctica, por lo que el pueblo nunca surgió. A pesar de ello, en 1868 el poder legislativo aprobó una comunicación donde recomendaba al ejecutivo el pronto cumplimiento de la anterior ley. Es así que un año más tarde, en 1869 una nueva ley autorizó al ejecutivo a expropiar las tierras fiscales en el departamento de Durazno, sin embargo nuevamente esta ley no fue pusta en práctica, siendo el último intento por parte del gobierno en establecer en la zona un pueblo.
En 1874, Dolores Vidal de Pereira, viuda del expresidente Gabriel Antonio Pereira (hijo de Antonio Pereira), y entonces dueña de los campos ubicados entre el río Yi y el arroyo Malbajar, presentó ante el Ministerio de Gobierno una nota expresando la necesidad de la instalación de un pueblo en el paraje conocido como Paso del Rey, el cual se ubicaba en sus campos. En la nota solicitaba además la autorización y la cooperación para fundar el pueblo, haciéndose cargo de los locales para la iglesia, la escuela y las autoridades. Es entonces que el 1 de septiembre de 1874, el Ministerio de Gobierno le concedió la autorización a Dolores Vidal de Pereira para la fundación.
El agrimensor designado para la delineación del pueblo fue Demetrio Isola. El trazado realizado para el pueblo constaba de un casco urbano, un cinturón de huertas y una zona de chacras. El casco urbano fue trazado en forma de damero con calles de 17 metros de ancho, y constaba de 60 manzanas de 100 metros de lado, 3 de las cuales se destinaron a plazas públicas. El cinturón de huertas rodeaba al casco urbano, en doble hilera de manzanas cuadradas de 217 metros de lado. Por último la zona de chacras estaba constituida por el resto del terreno, el cual se dividió en cuatro fracciones. En el proceso de delineación se eligieron además las ubicaciones que tendrían los servicios públicos, como el cementerio, la iglesia, la plaza (denominada Constitución), la comisaría y la escuela. La inauguración de los trabajos de mensura fue celebrada con la presenciada de muchos vecinos de la zona, en una reunión realizada a la sombra de un ombú ubicado en la entonces plaza Sarandí (hoy plaza de deportes), el 29 de diciembre de 1875, fecha fundacional de Sarandí del Yi.

### Inicios y desarrollo
Durante la década de 1880, el pueblo vivió al igual que otras localidades del interior un proceso de continuo crecimiento, que se interrumpió con la crisis de 1890. Para ese momento la localidad contaba con una población aproximada de 2000 habitantes, gran parte de los cuales eran inmigrantes europeos (españoles, italianos y franceses principalmente), así como también descendientes africanos. Tanto es así que, a principios de la década de 1880, se fundó la Sociedad Francesa y más tarde, entre 1887 y 1888, las sociedades Italiana y Española.
Tempranamente en su historia el pueblo fue elevado a la categoría de villa, a través de la ley 3041 del 8 de junio de 1906. En esa misma época, en 1907 se fundó en la localidad la Sociedad Exposición Feria, una cooperativa de productores ganaderos de la zona, a través de la cual la localidad pudo además alcanzar varios progresos. En 1909 fue instalada la sucursal del Banco de la República, se crearon colonias agrícolas en la zona y se construyeron vías de acceso para la localidad. Todos estos logros estaban enmarcados por la prosperidad reinante en el sector agropecuario durante la segunda década del siglo XX.
Durante las primeras décadas del siglo XX, la ciudad y su zona de influencia contaron con el apoyo económico de Alejo Rossell y Rius, dueño de una gran extensión de tierras en la zona y quién fuera esposo de Dolores Pereira, hija de Dolores Vidal de Pereira. Entre sus donaciones están la manzana 14 de la ciudad, donde se instalaría una escuela agrícola, así como un terreno para la actual escuela 3. Otra de sus donaciones fue un tren Renard, traído desde Europa en 1922 que serviría para unir la colonia agrícola ubicada más al norte con la ciudad de Sarandí del Yi.
En cuanto a los servicios públicos, en 1908 fue instalado el servicio telefónico, siendo su propietario. Félix Pavesio, contando para 1909 con más de 100 suscriptores. La energía eléctrica fue inaugurada el 25 de agosto de 1928, teniendo 94 abonados. Por las primeras décadas del siglo XX, la ciudad se comunicaba con Durazno y otras localidades a través de la diligencia de Pedro Noble, sin embargo ya en 1913, se habían inaugurado los puentes carreteros sobre el río Yi y el arroyo Illescas, permitiendo la comunicación con la zona sur. Posteriormente con la construcción de carreteras la ciudad pasó a ser un eje en las relaciones comerciales de esta zona. En cuanto a los servicios de salud, desde sus inicios la localidad contó con médicos como Héctor Petrini, Pantaleón Astiazarán, y Alberto Enamorado, hasta que el 22 de mayo de 1925 se colocó la piedra fundamental del hospital local, que fuera inaugurado en 1927 y que lleva el nombre de José María Rodríguez Sosa, quién donó el terreno y asumió el costo de la obra.
En 1925 a través de una ley se determinó la ejecución de la línea de ferrocarril que uniría la ciudad de Florida con la de Sarandí del Yi, medio de transporte que permitiría trasladar de forma eficaz la producción de la zona. A partir de mayo de 1933 se fueron habilitando diferentes tramos de la línea, hasta que el 23 de septiembre de 1934 quedó inaugurada completamente la línea hasta la estación de Sarandí del Yi. En esos años se creó la biblioteca Juana de América , y comenzó a funcionar el Liceo Popular. En 1934 se inauguró el servicio de agua potable y se habilitó el nuevo edificio de la escuela 5, llamándose Dr. Elías Regules. En 1935 se remodeló la plaza principal Dr. Alberto Enamorado.

### Iglesia Católica
La Iglesia católica fue de gran importancia para el progreso del pueblo. Su fundadora, de amplias convicciones espirituales, proporcionó gran importancia a éste en su desarrollo. Antes de la delineación del pueblo de "Sarandí" toda esta parte del departamento de Durazno, dependía de la capilla de Farruco, como viceparroquia de Durazno. La Señora Dolores Vidal de Pereira levantó con sus propios recursos, el templo parroquial, y comenzado de inmediato las obras puede decirse que fue el primer edificio que se levantó majestuoso sobre aquellos campos alambrados de estacas, que servían de mojones, para que junto a ellos se fueran agrupando lentamente los primeros habitantes del progresista pueblo de Sarandí. 
En el año 1877, elevándose majestuosas dos torres del tempo parroquial coronadas por la cruz, símbolo de civilización y del progreso. Es el de esta iglesia el único caso en el departamento que por sola voluntad de una persona se haya levantado un templo parroquial. Fue abierto al público sin nada en su interior, la contribución de todos los habitantes fue levantando el interior. 
La construcción de esta iglesia estuvo en manos de los arquitectos Sr.Dagnino y Alberto R. Dagnino.
La fachada del edificio fue declarada por la Junta Departamental de Durazno, monumento histórico departamental el 19 de diciembre de 1997

## Gobierno
Por medio de la ley N.º 18.653 del 15 de marzo de 2010 se creó el Municipio de Sarandí del Yi, que más tarde sustituyó a la Junta Local Autónoma creada por la ley 10.016 del 21 de mayo de 1941. 
Este municipio tiene como autoridades un alcalde, y 4 concejales que son distribuidos en forma proporcional entre los partidos presentados a la elección. El 9 de mayo de 2010 se realizaron las elecciones departamentales y municipales en todo el país, resultando alcalde Mario Pereyra Pérez, del (Partido Nacional) por un período de 5 años. En 2015 fue reelegido como alcalde.
En septiembre de 2020, Carlos Luberriaga del (Partido Nacional) fue elegido como alcalde por un periodo de 5 años.
Aunque posteriormente renunció en junio de 2024, quedando Oscar Reyes por el resto del periodo.
En mayo de 2025, Mario Pereyra Pérez del Partido Nacional fue elegido como alcalde por un periodo de 5 años asumiendo el 11 de julio

## Población
De acuerdo al censo de 2023, la ciudad contaba con una población de 7700 habitantes.
| 3988          | 5882 | 6355 | 5910 | 6662 | 7289 | 7176 | 7700 |
| (Fuente: INE) |      |      |      |      |      |      |      |

## Servicios
En cuanto a educación pública, la ciudad cuenta con cuatro escuelas primarias urbanas, las N.º 3, 5, 74 y 86, siendo una de tiempo completo y una de educación especial (74 y 86 respectivamente); además cuenta con un jardín de infantes, el N.º 90. A nivel secundario el liceo Dr. Francisco Domingo Ríos, ha brindado este nivel educacional en la ciudad desde su fundación en 1945, que además sirve a una extensa zona del departamento de Durazno.
En materia de salud, existe en la ciudad el Centro Auxiliar denominado José María Rodríguez Sosa; se trata de un hospital, que brinda el primer nivel de asistencia en la órbita pública, y depende de ASSE. Además existe en la ciudad un  policlínico de la cooperativa médica CAMEDUR.
El orden público y la seguridad de la ciudad, está a cargo de las seccionales policiales 9.ª y 14.ª, dependientes de la Jefatura de Policía de Durazno.

## Actividades locales destacadas
A lo largo del año se realizan en la localidad diferentes eventos relacionados con los deportes ecuestres, sobre todo los raídes federados. Se destacan el raid Instrucciones del año XIII, organizado en el mes de junio por el club Sarandí, el cual en 2012 celebró la edición número 50; y el raíd Éxodo del pueblo Oriental organizado en el mes de agosto por el Club Nacional de Sarandí del Yi.
En el mes de noviembre se lleva a cabo en el parque local Dr. Elías Regules la Fiesta del Cordero Pesado, una exposición relacionada con la producción ovina y sus manifestaciones culturales asociadas. Durante dos días se llevan a cabo exposiciones, ferias, concursos de tareas rurales, y el clásico concurso de asado del Cordero Pesado. La fiesta también  incluye espectáculos musicales.

## Sitios de interés

### Cuartel Paso del Rey
Ubicado en el km 210 de la ruta 6, y distante 5 kilómetros de la ciudad de Sarandí del Yi, el Cuartel Paso del Rey fue declarado Monumento Histórico Nacional a través del decreto del poder Ejecutivo de fecha 13 de septiembre de 2001. Tiene sus orígenes en la época colonial, cuando en 1770 fue creada una guardia militar sobre el río Yi. En 1781 Antonio Pereyra fue nombrado Teniente del Batallón de Milicias de Infantería de la Plaza de Montevideo, teniendo como misión la conservación de los ganados que poblaban los campos de los ríos Yi y Negro. Sin embargo la construcción del actual cuartel se produjo en 1908, al trasladarse a esa zona el Regimiento de Caballería N.º 8, bajo las órdenes del Ingeniero Geógrafo Tte. Cnel. José Chiappara, quien había desarrollado un plano básico de cuartel. El objetivo de su construcción era, el control de posibles movimientos armados que pudieran surgir en el interior del país. El cuartel tuvo trascendencia en la llamada Batalla del Río de la Plata, ya que parte de la tripulación del acorazado de bolsillo Graf Spee fue trasladada a sus instalaciones en 1943 hasta su repatriación a Alemania en 1946. Luego de ser declarado Monumento Histórico Nacional en 2001, el cuartel fue restaurado, y en él funciona el museo de igual nombre, donde una de sus salas está dedicada a la Batalla del Río de la Plata.

## Medios de Comunicación
Radio: la ciudad cuenta con tres emisoras de radio, una transmite en AM, mientras que las otras lo hacen en FM.
- CW-155	1550 kHz	AM	Radio Sarandí del Yi
- CX-208A	89.5 MHz	FM	Scala FM
- 90.5 Osiris FM
- CATV          Canal 3         TV      Televisión para abonados
- Semanario "Todas las Voces"

## Sarandiyenses destacados
- Dolores Vidal de Pereira, fundadora de Sarandí del Yi
- Natalio Botana, empresario de los medios
- Elías Regules, médico y político
- Fernán Silva Valdés, poeta
- Osiris Rodríguez Castillos, músico
- Pantaleón Astiazarán, político
- Wilson Elso Goñi, político
- Núbel Cisneros, meteorólogo
- Juan Ramón Carrasco, exfutbolista y entrenador de fútbol
- Andrés Márquez, futbolista
- Adrián Argachá, futbolista
- Sonido Caracol, banda de música tropical
- Nicolás Marichal, futbolista
- Maximiliano Juambeltz, futbolista

### Personas con conexión con la localidad
- Martín Cáceres, futbolista
- Juan Izquierdo, futbolista